# Paranã
Paranã este un oraș în Tocantins (TO), Brazilia.